# Tribunat (Frankreich)
Das Tribunat war eines der beiden Legislativorgane der französischen Konsulatsverfassung von 1799.

## Entwicklung und Kompetenzen
Das Tribunat wurde in Frankreich nach Napoléons Staatsstreich des 18. Brumaire VIII (9. November) durch die Verfassung von 1799 eingeführt.
Es bestand aus 100 Mitgliedern und übte neben dem corps legislatif (gesetzgebende Körperschaft) mit 300 Mitgliedern die gesetzgebende Gewalt aus. Der Einfluss dieser parlamentarischen Kammern war jedoch gegenüber dem Staatsrat (Senat) und der Exekutive eng begrenzt. So hatten die beiden Kammern kein Recht zur Gesetzesinitiative. Dieses lag beim Ersten Konsul. Das Tribunat hatte lediglich das Recht über Gesetzesvorlagen der Regierung zu beraten. Abstimmen durfte es nicht. Dies war Sache des corps legislatif, das aber seinerseits nicht über Gesetze beraten durfte. Die Mitglieder beider Kammern wurden nicht gewählt, sondern vom Senat ernannt.
In den ersten Jahren des Konsulats waren gleichwohl noch zahlreiche Gegner Bonapartes in dem Gremium vertreten und nützten diese Möglichkeit zu teils scharfer Kritik. Nach und nach ließ Napoléon diese aber aus der Versammlung entfernen und durch willfährige Mitglieder ersetzen.
Durch Senatsbeschluss vom 18. Mai 1804 wurde im Zuge der Schaffung des Kaisertums das Tribunat umgestaltet. Der größere Teil seiner Mitglieder wurde der gesetzgebenden Körperschaft einverleibt, die Generalversammlungen hörten auf und nur drei Tribunatsektionen für das Innere, die Gesetzgebung und die Finanzen blieben übrig. Endgültig beseitigt wurde das Gremium am 19. August 1807. An die Stelle der Tribunatsektionen traten drei Kommissionen der gesetzgebenden Körperschaft.

## Weblink
- Verfassung der Französischen Republik vom 13. Dezember 1799